# Lene Jensen
Lene Jensen (født 26. september 1964 i København) er en dansk politiker og tidligere folketingsmedlem for Socialdemokratiet.

## Baggrund
Lene Jensen er datter af blikkenslager Eilif Gunnar Jensen og rengøringsassistent Ebba Gudrun Jensen.
Lene Jensen gik i Øresundsvejen Skole fra 1970 til 1979 og tog en HF på Nørrevold i 1986. I 1993 blev hun cand.polit. på Københavns Universitet.
Herefter arbejdede hun i Kvindeligt Arbejderforbund 1993-2001 og blev retsmedlem i Landsskatteretten i 1998.

## Politisk karriere
Lene Jensen var medlem af forretningsudvalget i Socialpolitisk Forening 1992-96, næstformand i Socialdemokratiet fra 1996 til 2002 og medlem af hovedbestyrelsen for Party of European Socialists fra 1997 til 2001. Hun var også formand for Frit Forum København 1990-92.
Jensen var partiets kandidat i Nykøbing Falster-kredsen fra april 1999 indtil august 2006 og blev valgt ind som folketingsmedlem for Storstrøms Amtskreds d. 20. november 2001.
Hun var partiets skatteordfører 2005-2006.
Hun gik af i 2006 og blev afløst i Folketinget af suppleant Vibeke Grave.[kilde mangler]

## Lederposter
Efter sin tid i Folketinget blev Lene Jensen direktør i Danmarks Bløderforening samt Sjældne Diagnoser fra 2006.
Hun var medlem af Det Etiske Råd 2008-2010 og formand for Middelaldercentret ved Nykøbing Falster indtil 2007.